# Weimarer Porzellanmanufaktur
Die Weimarer Porzellanmanufaktur war ein deutsches Unternehmen, das in Blankenhain von 1790 bis 2018 Porzellan fertigte.

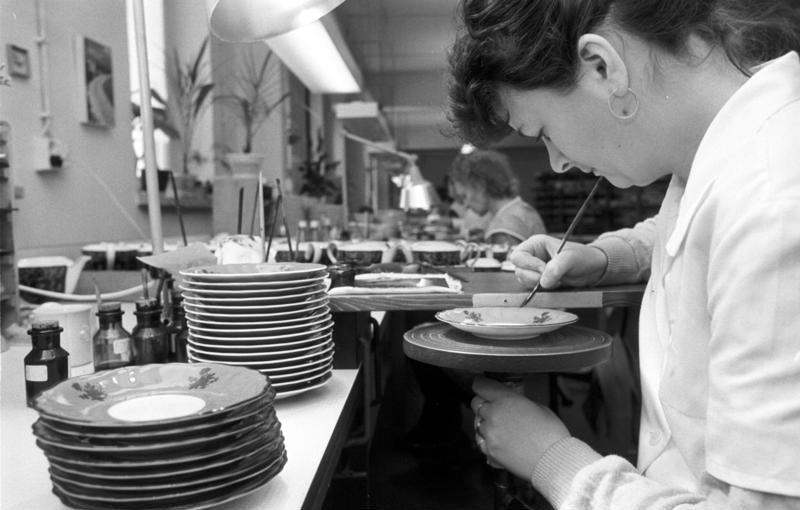
Porzellanmalerei

## Geschichte

### Gründung
Am 8. Juni 1790 bat der Fabrikant und Keramiker Christian Andreas Speck Friedrich Graf von Hatzfeld, in Blankenhain eine Porzellanfabrik errichten zu dürfen. Am 1. Juli 1790 wurde die Konzession zur Porzellanherstellung in Blankenhain von Graf Friedrich von Hatzfeld in Wien genehmigt. Der feuersichere Produktionsort sollte das 1780 erbaute Schiesshaus werden, das Speck erwarb. Zur Produktion von Porzellan kam die Tonerde aus Tannroda, Quarzsand- und feldspathaltiger Sand aus Schwarza und aus der Umgebung von Blankenhain. Die Masse wurde in der eigenen Mühle am Seeteich gemahlen und geschlämmt.
Die Bedingungen für die Porzellanfabrikation waren gut, lediglich die Herrschaften wechselten in der Zeit. Erst nach der Völkerschlacht bei Leipzig 1813 und nach dem Wiener Kongress kehrte die politische Stabilität zurück. Speck gelang es, sich mit den jeweiligen Obrigkeiten zu arrangieren, so dass die Porzellanproduktion nicht beeinträchtigt wurde. 1797 stellte Speck erste Porzellanerzeugnisse auf der Leipziger Messe vor. Anfang des 19. Jahrhunderts wurde Tafelgeschirr für den bürgerlichen Haushalt hergestellt. 1816 wurden 155 Arbeiter von Speck beschäftigt. 1817 brannte die Fabrik beinahe vollständig ab. Danach wurde der Wiederaufbau zügig vorangetrieben. Am 30. Dezember 1830 starb Christian Andreas Speck im Alter von 69 Jahren.

### Periode der Instabilität
Nach dem Tode von Christian Andreas Speck erwarb der Landkammerrat Gustav Vogt die Fabrik. Im März 1836 verkaufte Vogt die Porzellanfabrik an Gottfried Sorge für 17.000 Reichstaler, vermutlich wegen fehlendem Fachpersonal. Sorge bezahlte wesentlich mehr für die Porzellanfabrik, als sie eigentlich Wert war, daher musste er schon bald Konkurs anmelden. Aus der Konkursmasse erwarb Gustav Vogt die Fabrik zurück, um sie dann für 8.300 Reichstaler an Herrn Streitbarth zu verkaufen. Streitbarth ging 1841 mit H. Kästner aus Weimar eine Geschäftsverbindung ein. Beide strafften die Produktion, legten aber 1847 die Fabrik vorerst still, bevor sie die Manufaktur an die Familie Fasolt veräußerten.

### Modernisierung
Die Familie Fasolt kam aus Selb nach Blankenhain und modernisierte zunächst den Betrieb. Nach dem Tode Viktor Fasolts im Jahr 1856 übernahm seine Witwe Elisabeth Fasolt die Geschäfte. 1879 übergab sie die Leitung an ihre Söhne Max und Karl Fasolt.
Wesentliche Ereignisse in dieser Phase waren die Einführung der neuen Fabrikmarke, das sächsische Rautenschild, der Bau von drei großen Öfen zum Glüh- und Glattbrand und die Anschaffung einer neuen Dampfmaschine, um die Massemühle auf dem Fabrikgelände betreiben zu können.
Weitere Neuerungen und Modernisierungsmaßnahmen fielen in diese Zeit, die von einem ständig steigenden Grad der Technisierung des Betriebes geprägt war. Ein wichtiger Punkt war die Einrichtung der Bahnverbindung Weimar-Blankenhain im Jahr 1887, was ein großer Vorteil für die Fabrik war, die zu dieser Zeit schon hauptsächlich Porzellanware in großen Stückzahlen herstellte. Somit wurde der Transport verbilligt, und die Produktionszahlen stiegen konstant.

### Vor dem Ersten Weltkrieg
Als Beweis für die rege Exporttätigkeit des Unternehmens erhielt die Rautenschildmarke 1900 den Zusatz „Germany“. In dieser Zeit stiegen die Produktionszahlen konstant. Die Zusammenarbeit mit Eichler gestaltete sich positiv, und der zunehmende Einfluss der Duxer Porzellanmanufaktur trug zudem Früchte. Technische Erfahrungen, Personal und Modelle wurden ausgetauscht und Lieferengpässe konnten beseitigt werden.
Einen Rückschlag erlitten beide Betriebe durch den ausbrechenden Ersten Weltkrieg. Der Export fiel weg, und die Mitarbeiter wurden eingezogen.

### Weimarer Kobaltmalerei
1917 erwarb der Hamburger Kaufmann Ernst Carstens die Porzellanfabrik in Blankenhain von der Duxer Porzellanmanufaktur AG, führte sie als „E. Carstens KG“ weiter und ergänzte die Fabrikmarke mit einer Krone und einem Lorbeerkranz. Ernst Carstens kaufte 1918 u. a. die Porzellanfabrik in Sorau in Niederschlesien.
Zu Beginn der Übernahme waren Rohstoffe und Heizmaterial knapp, hinzu kamen die Folgen der Deutschen Inflation 1914 bis 1923. Exportmärkte mussten neu akquiriert und aufgebaut werden. Durch stilistische Erneuerung des Angebotes und einer Preisreduktion gelang es der Familie Carstens, die Exportmärkte neu zu beleben. Mit dem Namen Carstens ist die Einführung der seither berühmten Weimarer Kobaltmalerei verbunden. Schon 1926 wurde in Blankenhain das Kobaltporzellan produziert, das vermutlich auf die guten Kontakte Carstens nach Böhmen zurückzuführen ist. Carstens folgte den künstlerischen Trends des Jugendstils und richtete die Produktion an den Kundenwünschen aus. Inzwischen war Weimar Porzellan mit seinem Stil in England, Belgien, Finnland, Holland, Spanien, Schweiz, USA und in den Ländern des islamischen Orients bekannt und geschätzt.
Erst 1928 wurde die geschützte Marke Weimar Porzellan eingetragen. Erwähnenswert sind die immer wieder auftauchenden Lohnkämpfe in der Firmengeschichte von Weimar Porzellan. Carstens führte seinen Betrieb jedoch mit „eiserner Hand“, um in der Weltwirtschaftskrise nicht unterzugehen. Die Dumpingpreise für den Export der Produktion waren nur bei schlechter Entlohnung realisierbar. Daher wurde die Fabrik oft bestreikt. Der längste Streik dauerte im Jahre 1929 drei Monate lang an. Nach dem Tode von Carstens führten seine Witwe und ihre zwei Söhne die Fabrik weiter, bis der Betrieb am 18. Juli 1948 in Volkseigentum überging.

### Der Volkseigene Betrieb

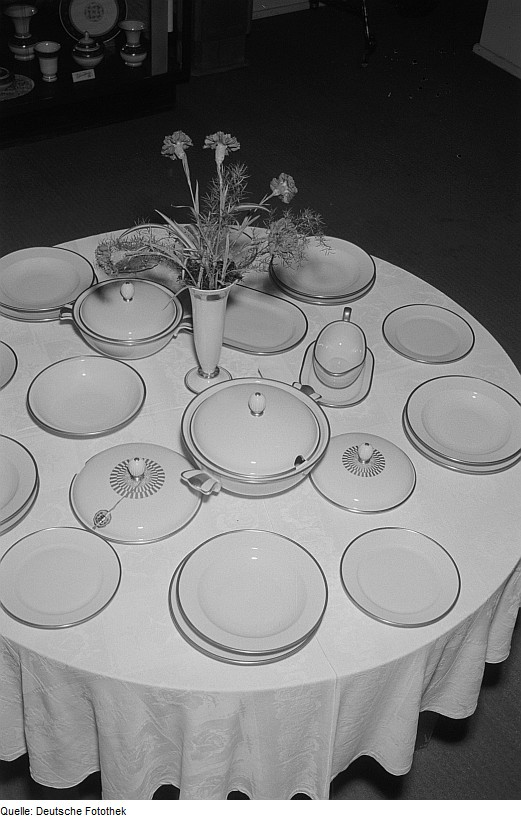
Essservice von VEB Weimar-Porzellan Blankenhain, Herbstmesse 1953

In der Zeit als Volkseigener Betrieb bemühte man sich, einen leistungsfähigen, modernen Betrieb aufzubauen. Große Investitionen in Bauten, Maschinen und Einrichtungen wurden getätigt. Eine neue Produktionshalle (1962), moderne Elektro-Kobalt-Tunnelöfen (1963) sowie die Umstellung auf Rollerproduktion in der Dreherei (1963–1965) wurden finanziert.
Durch die Eingliederung in das Kombinat Feinkeramik Kahla verlor Blankenhain seine Eigenständigkeit als Porzellanfabrik. Abgesehen von den Vorteilen der Zugehörigkeit zu einem Großkonzern und der Kollektivierung litt die künstlerische Kreativität. Das künstlerische Profil der Produktion wurde auf den Geschmack der hauptsächlich östlichen Exportmärkte ausgerichtet. Dies bedeutete die Rückkehr zu altbewährten Formen und Dekoren, um die devisenbringenden Märkte nicht zu verlieren.

### Nach der deutschen Wiedervereinigung
1992 erwarb die Firma Herbert Hillebrand Bauverwaltungs-Gesellschaft mbH von der Treuhandanstalt Erfurt die Porzellanfabrik und führte sie als „Weimar Porzellan GmbH“ als „Unternehmen der Familie Hillebrand“ bis im Frühjahr 1995 weiter. Im April 1995 wurde Konkurs angemeldet, bis Juni 1995 wurde Weimar Porzellan durch einen Konkursverwalter geführt. Im Juni 1995 kauften die Stadt Blankenhain, British American Ltd. und Optima Immobilien GmbH Anteile aus der Konkursmasse von Weimar Porzellan auf. British American Ltd. und Optima Immobilien GmbH verkauften ihre Anteile im Laufe der Jahre 1995/1996 an drei leitende Angestellte der Firma, die somit 51 % der Anteile besaßen. Die Stadt Blankenhain war weiterhin mit 49 % an Weimar Porzellan beteiligt. 2006 erfolgte die erneute Übernahme von Weimar Porzellan durch die Geschwister Hillebrand GmbH, Geschäftsführer waren Katharina Hillebrand und wiederum die drei leitenden Angestellten, die auch schon 1992 bis 1996 in der Geschäftsleitung waren.
Im Januar 2007 kaufte Könitz Porzellan das Unternehmen Weimar Porzellan. Geschäftsführer und Inhaber war Turpin Rosenthal, der in der 6. Generation in der Porzellanbranche tätig ist. 2018 meldete das Unternehmen erneut Insolvenz an und wurde zum 31. Dezember 2018 geschlossen. Die Markenrechte der Traditionsmarke hält die KARACA Porzellan Deutschland GmbH.

## Varia
- 1886 finanzierte die damalige Eigentümerin der Weimarer Porzellanmanufaktur, Elisabeth Fasolt, die Anfertigung und den Einbau der Glasfenster in Chor und Südanbau der Kirche Blankenhain.